# Дуб чуждый
Дуб чу́ждый (лат. Quercus aliena) — листопадное дерево высотой до 30 метров, вид рода Дуб (Quercus) семейства Буковые (Fagaceae).

## Ботаническое описание
Листопадное дерево первой или второй величины, обладающее раскидистой кроной. Максимальная высота этого вида дуба в разных регионах произрастания достигает 20-30 метров.
Кора тёмно-серая с глубокими трещинами, направленными продольно стволу.
Побеги голые, имеют серовато-коричневый цвет. Молодые побеги желтовато-зелёные, слегка бородавчатые.
Форма листьев обратнояйцевидная или продолговато-обратнояйцевидная. Окрашены сверху в тёмно-зелёный цвет. Осенью становятся жёлтыми. С тыльной стороны бледные, покрыты волосками. Листовые пластинки тонкие, волнисто-зубчатые по краям. У соответствующих разновидностей зубцы заостряются. Длина листовых пластинок колеблется в пределах 5-30, чаще 10-20 см. Ширина составляет 5-14 см и более. Каждая сторона листовой пластинки пронизана 10-15 жилками. Листовые пластинки держатся на черешках длиной 1-1,3 см.
Однодомное дерево. Женские цветки пазушные по расположению, размещаются одиночно или группами, по 2-3 штуки в соцветии. Опыляются ветром. Дуб чуждый в зависимости от региона произрастания цветёт с марта по май.
Плоды — орехи, называемые желудями. Длина плодов составляет 1,7–2,5 см, диаметр — 1,3–1,8 см. До половины жёлудя закрыто плюской куполовидной формы. Чешуйки плюски опушённые. Плодоножки отсутствуют совсем или почти совсем. Жёлуди созревают с сентября по ноябрь.
|                                     |  |  |
| Слева направо: листья, плоды и кора |  |  |

## Распространение и экология

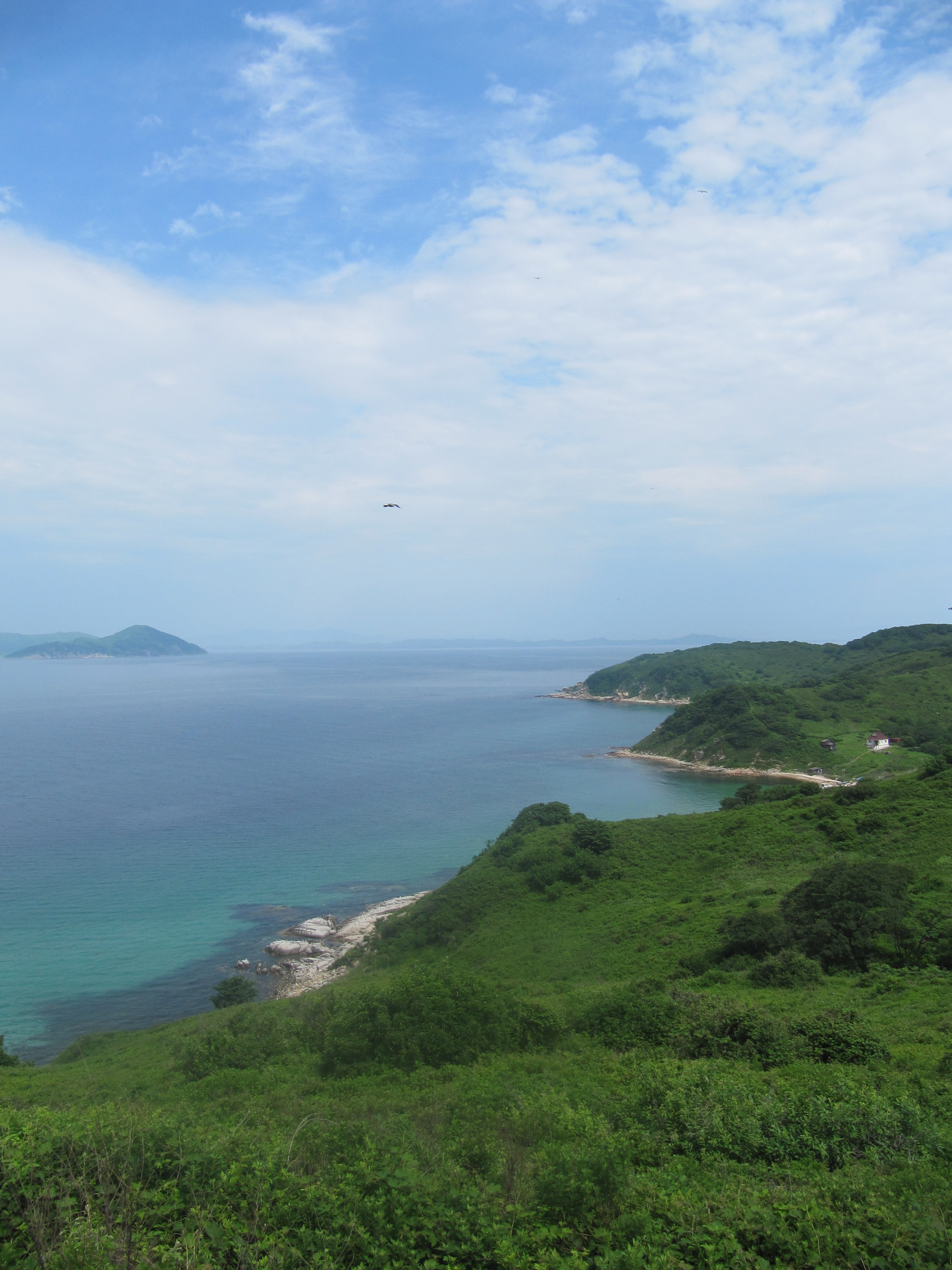
Россия, Приморский край

Общеазиатский вид аборигенный для нескольких стран: России, Китая, КНДР, Южной Кореи, Японии, Мьянмы и Лаоса. Интродуцирован в Таиланд. Если в Китае и Корее он широко распространён, то в Японии встречается локально. Отсутствует на архипелаге Рюкю.
Северная граница естественного ареала дуба чуждого пролегает через Хасанский район Приморского края, расположенного на юге Дальнего Востока России, и юг японского острова Хоккайдо.
Растёт в мезофитных листопадных и смешанных лесах на высоте 100 — 2700 метров. 
Обитает в горах на склонах разных экспозиций, встречается в долинах горных рек, селится вблизи ручьёв.
Хорошо развивается на влажных дренированных суглинках и песчаных почвах нейтральной, слабокислой или слабощелочной реакции. 
Растёт на открытом солнце и в полутени.
Ветроустойчив. Зоны зимостойкости USDA: 5-8.
Жёлуди являются важным источником пищи для обитающих в лесах животных.
Несмотря на относительную устойчивость к вредителям и болезням, поражается мучнистой росой, пятнистостью листьев, антракнозом, корневой гнилью и раковыми новообразованиями. Уязвим для формирования галл. Является возможным кормовым растением для некоторых насекомых: кривоусых крохоток-молей (Bucculatrix ainsliella), дубовой кружевницы (Corythucha arcuata), плодожилов (Curculio) и других.

## Леса с дубом чуждым
Дуб чуждый является неморально-лесным видом (см. неморальная растительность). Умеренные и теплоумеренные леса с его участием покрывают горы, распределяются по нескольким высотным поясам: хвойно-широколиственных и берёзовых (до 2700 м), листопадных и сосново-дубовых (до 2200—2300 м) и смешанных широколиственных лесов (до 1800 м), где листопадные деревья произрастают совместно с вечнозелёными. Дуб чуждый найден в вечнозелёных широколиственных лесах, но там он редок. 
На хребте Циньлин сохранились девственные старовозрастные дубовые леса, которые, внедряясь снизу в пояс берёзовых лесов, поднимаются до высоты около 2500 метров.

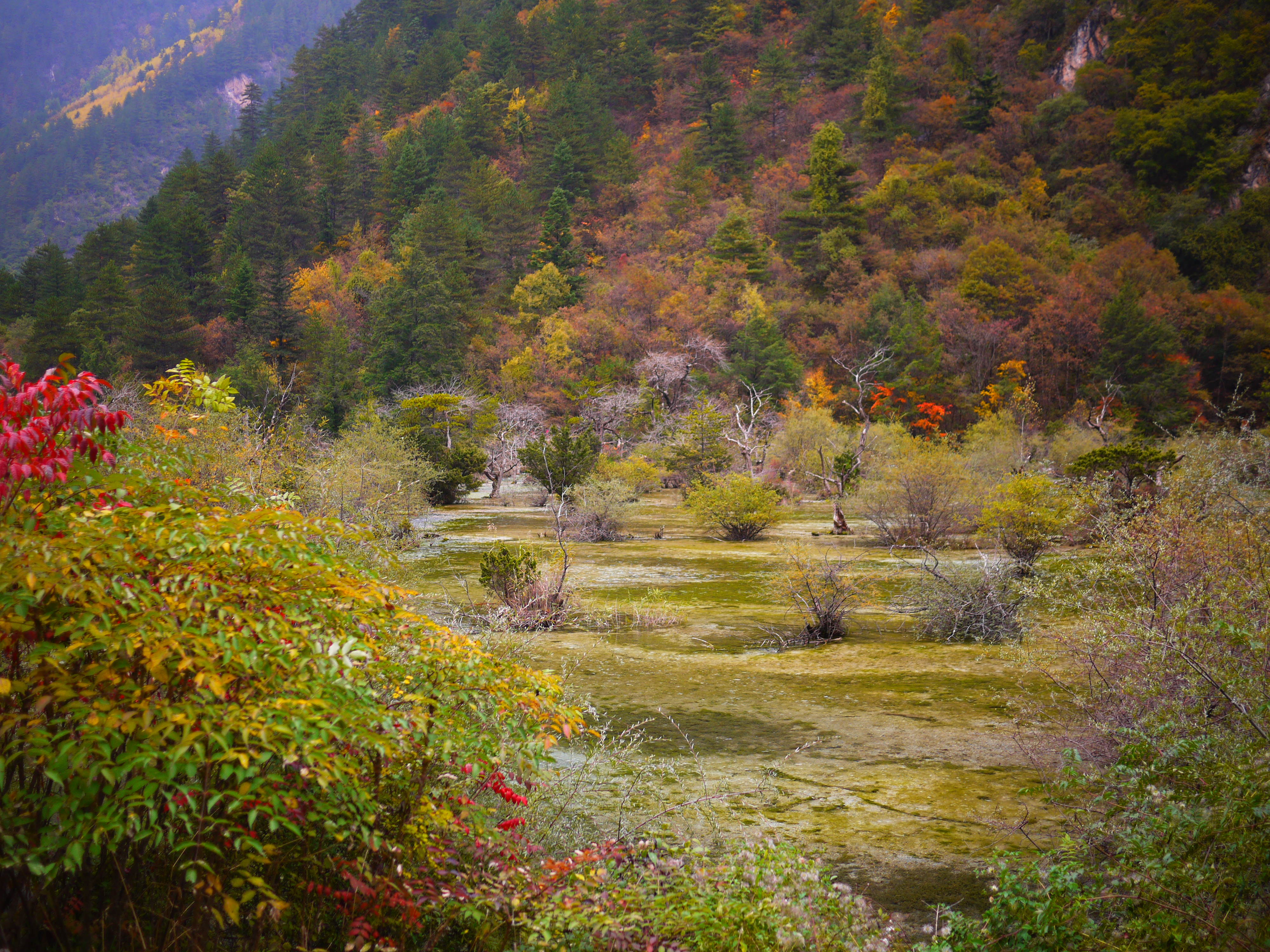
Цзючжайгоу. Пояс хвойно-широколиственных лесов.
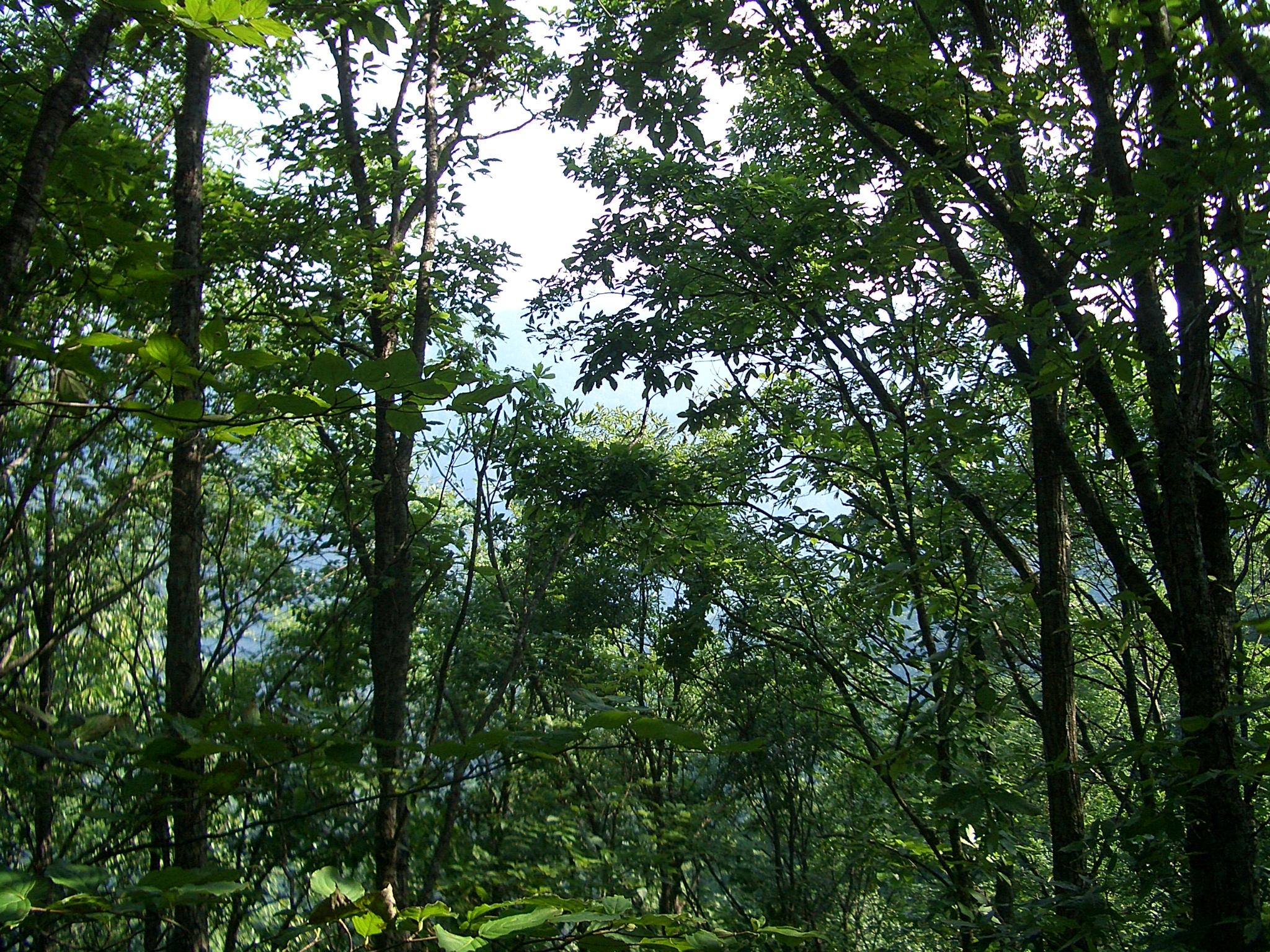
Лес в районе Шэньнунцзя

### Лесообразующие породы

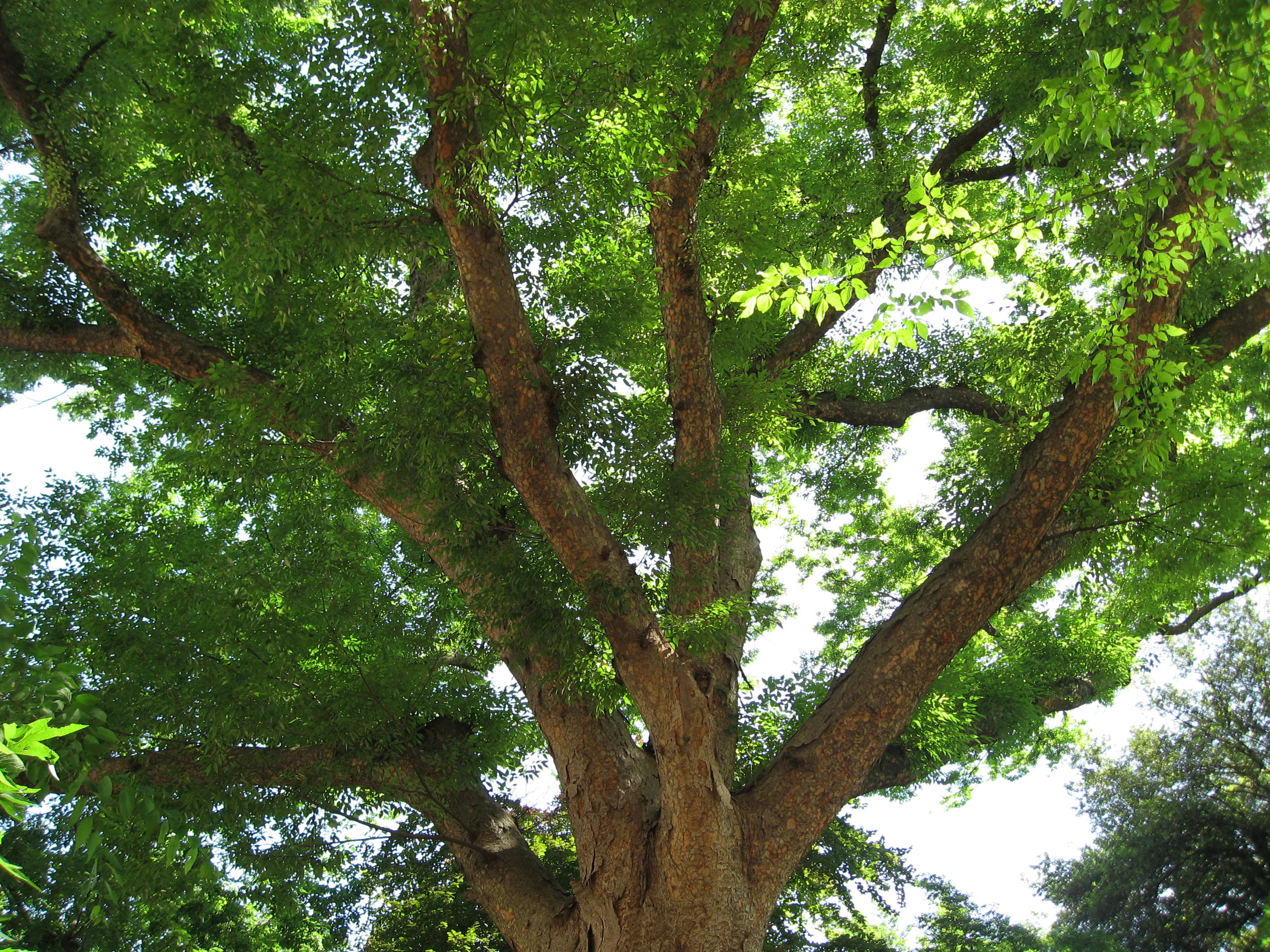
Дзельква пильчатая

Данный вид образует собственную растительную формацию, расположенную преимущественно на средних высотах гор. Чистые леса из дуба чуждого покрывают склоны разных экспозиций. На севере своего ареала дуб чуждый отступает в низкогорья и превращается во второстепенную лесообразующую породу относительно других видов дуба.
Переходные дубовые и многопородные широколиственные леса формируются в местах контакта нескольких лесообразующих пород, к примеру на горе Тайбайшань дуб чуждый при движении наверх постепенно сменяется дубом вутайшанским. На высоте менее 1500 метров в Китае образовались леса, переходные от дуба чуждого к дубу изменчивому и от дуба чуждого к дубу пильчатому. Здесь дубам нередко содоминируют каштан Сегю и каштан Генри. Южные склоны местами покрыты многопородными лесами с вязом (Ulmus glaucescens). Нижние части склонов Восточно-Корейских гор заняты дубово-грабовыми и сосновыми лесами, в отдельных ассоциациях и сообществах которых преобладают дуб пильчатый, дуб изменчивый, дуб чуждый, граб Чоноски, граб редкоцветковый и сосна густоцветковая. Дуб чуждый обнаружен во всех из них. Этот вид дуба слагает вместе с буком Энглера и берёзой полезной переходные буково-дубовые леса, входит в состав листопадных лесов, сформированных буком Энглера. В поясе смешанных широколиственных лесов бук Энглера растёт в сообществе с буком сияющим. 
Дуб чуждый определяет облик сосново-дубовых лесов наряду с сосной Армана и сосной масличной. Эти смешанные леса в большинстве случаев вторичные. Хвойно-широколиственные леса, произрастающие на высоте более 2000 м, состоят из специализирующейся на них тсуги китайской, близкородственных видов пихты (Abies recurvata и Abies chensiensis) и сосны Армана. Из высокогорных хвойных лесов сюда спускаются пихта Фаржа, ель шероховатая и ель Вильсона. Дуб чуждый обитает во втором подъярусе древостоя смешанных лесов. Основной лесообразующей породой пояса берёзовых лесов является берёза полезная.
Дуб входит в состав некоторых долинных лесов, в которых господствуют дзельква пильчатая, тополь (Populus purdomii) или виды ивы. Дубравы, растущие на глубоких почвах долин, склонны превращаться в широколиственные леса, отличающиеся преобладанием в них ореха маньчжурского, лещины китайской и других деревьев.

### Вертикальная структура и флористический состав

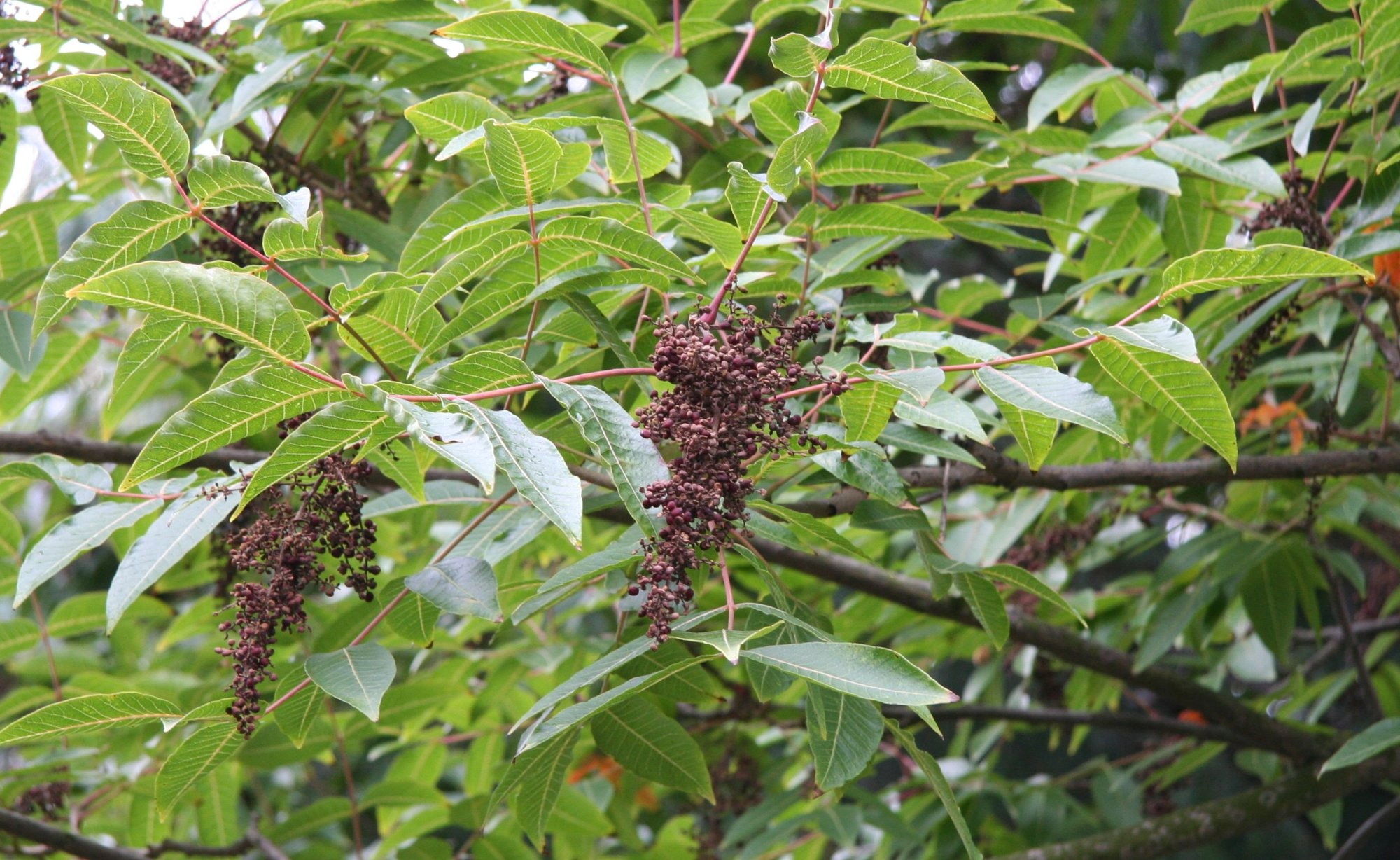
Сумах Потанина (Rhus potaninii) растёт рядом с дубом в древостое

Вертикальная структура лесов состоит из нескольких ярусов: древостоя, подлеска и травяного покрова. Лианы, по крайней мере некоторые из них, выходят за пределы какого-то одного яруса, становясь внеярусными растениям.
Есть подробные, но отрывочные сведения о флористическом составе тех лесов, единственным или одним из эдификаторов которых является дуб чуждый, и многопородных широколиственных лесов с его участием, не имеющих чётко выраженных доминантов. Леса, где этот вид дуба, занимает подчинённое положение, здесь не рассматриваются. Формация дуба чуждого богата видами растений. На одном гектаре заповедного леса может насчитываться без малого 80 видов деревьев и кустарников.

#### Древостой
Дуб чуждый образует леса более густые, чем дуб зубчатый. Высота древостоя в благоприятных условиях достигает 30 метров. Его делят на два подъяруса. Полог лесов, занимающих южные склоны гор, изреживается, теряет в высоте и биоразнообразии. Древостой сложен преимущественно видами дуба, сосны и бука при участии каштана, липы, ясеня, вяза, берёзы, магнолии и других пород. Основу нижнего подъяруса древостоя составляют альниария, слива (особенно вишня), клён, граб, кизил, стиракс и линдера. Примерами малочисленных и редких компонентов древостоя являются представительница семейства сабиевых (Meliosma veitchiorum) и катальпа Бунге.
| Склоны южных экспозиций | Склоны разных или неуточнённых экспозиций | Ложбины и долины |
| --- | --- | --- |
| Дуб чуждый, дуб зубчатый, вечнозелёный дуб (Quercus spinosa), граб Турчанинова, хмелеграб японский, ясень китайский, кёльрейтерия метельчатая, айлант высочайший, пикрасма квассиевидная, каркас Бунге, шелковица монгольская, абрикос обыкновенный, слива китайская, форзиция пониклая, дипельта обильноцветущая, аралия китайская, можжевельник формозский и т. д. | Дуб чуждый, дуб монгольский, камнеплодник (Lithocarpus henryi), бук длинночерешковый, виды липы (Tilia oliveri, Tilia paucicostata и др.), калопанакс, осина, циклокария, платикария, магнолия Шпренгера и магнолия голая, альниария ольхолистная, виды клёна (Оливера, мелколистный, Давида и др.), граб сердцелистный, кизил японский, виды стиракса (Styrax hemsleyanus и др.), лаковое дерево, сумах Потанина, туна китайская, вишня Саржента, груша уссурийская, ирга китайская, шелковица белая, эуптелея многосемянная, падуб (Ilex macropoda), стюартия (Stewartia sinensis), лицея (Litsea auriculata), линдера туполопастная и т. д. | Дуб чуждый, лещина китайская, лапина (Pterocarya macroptera), ива (Salix heterochroma), ива Матсуды, тополь (Populus purdomii), ясень маньчжурский, ясень (Fraxinus platypoda), вяз Давида, дзельква пильчатая, тетрадиум Даниэля, бархат китайский, багрянник японский, кизил спорный, клён Гиннала, диптерония, кладрастис (Cladrastis delavayi), яблоня хубейская, вишня войлочная, шелковица южная и т. д. |

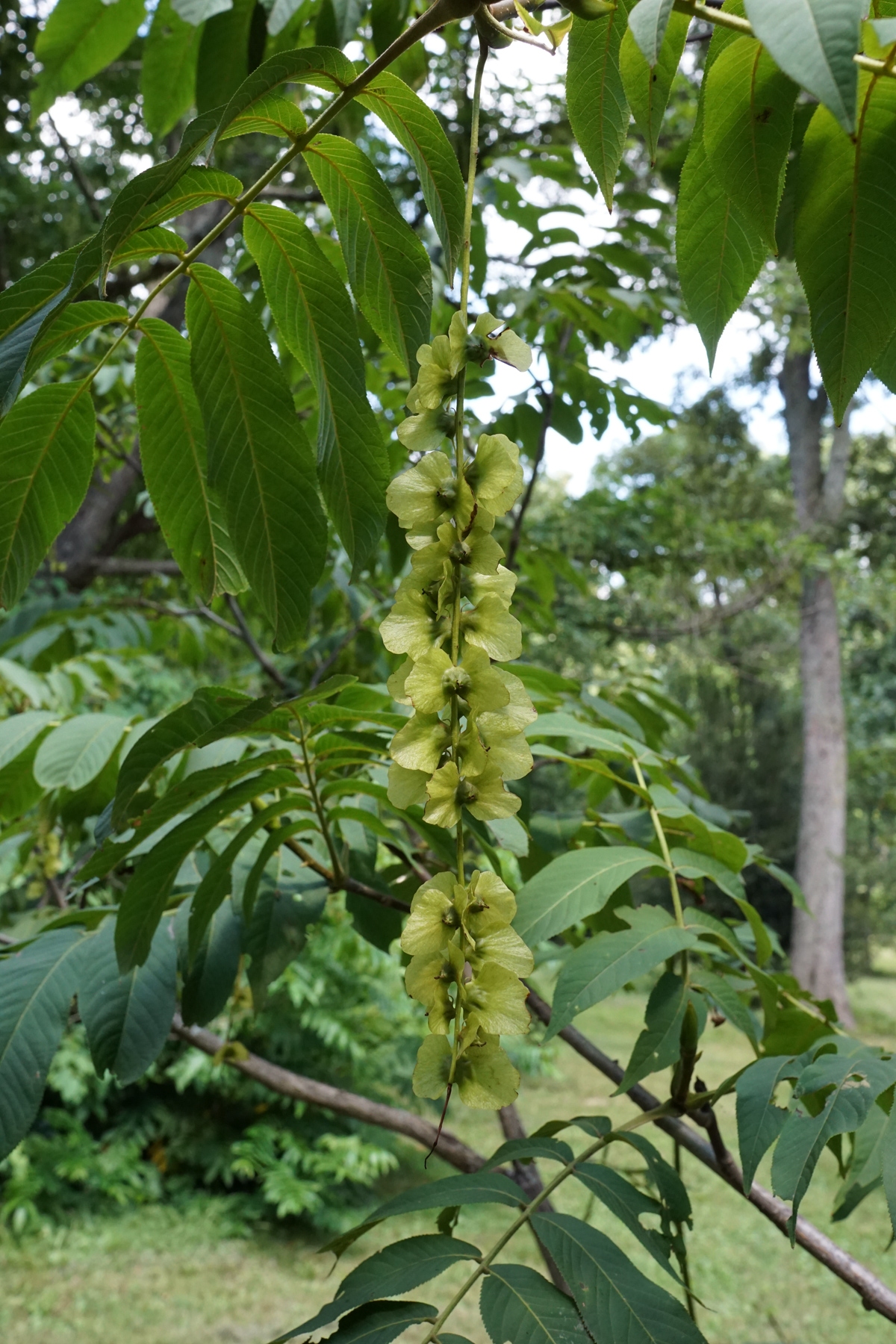
Pterocarya macroptera
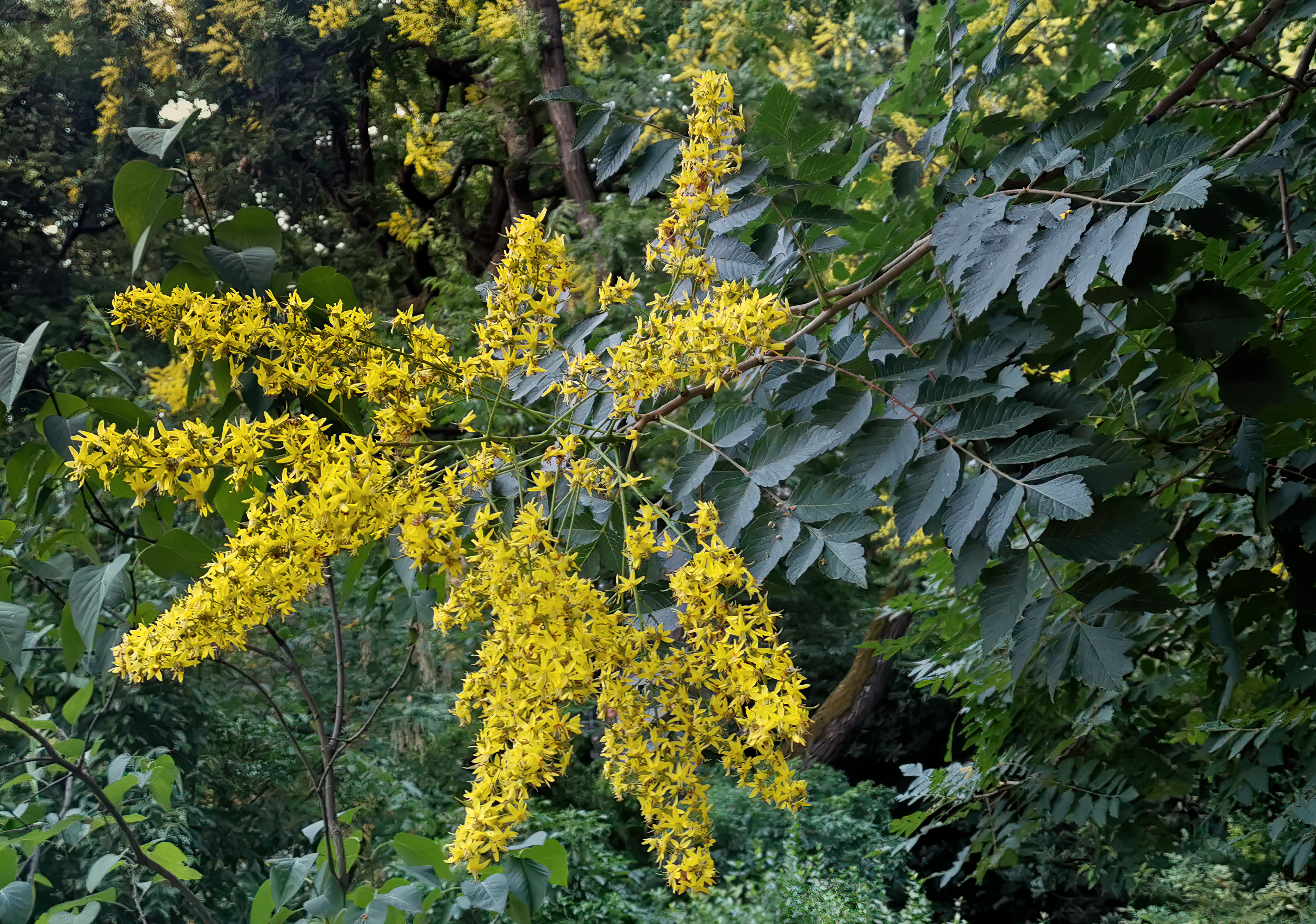
Кёльрейтерия метельчатая
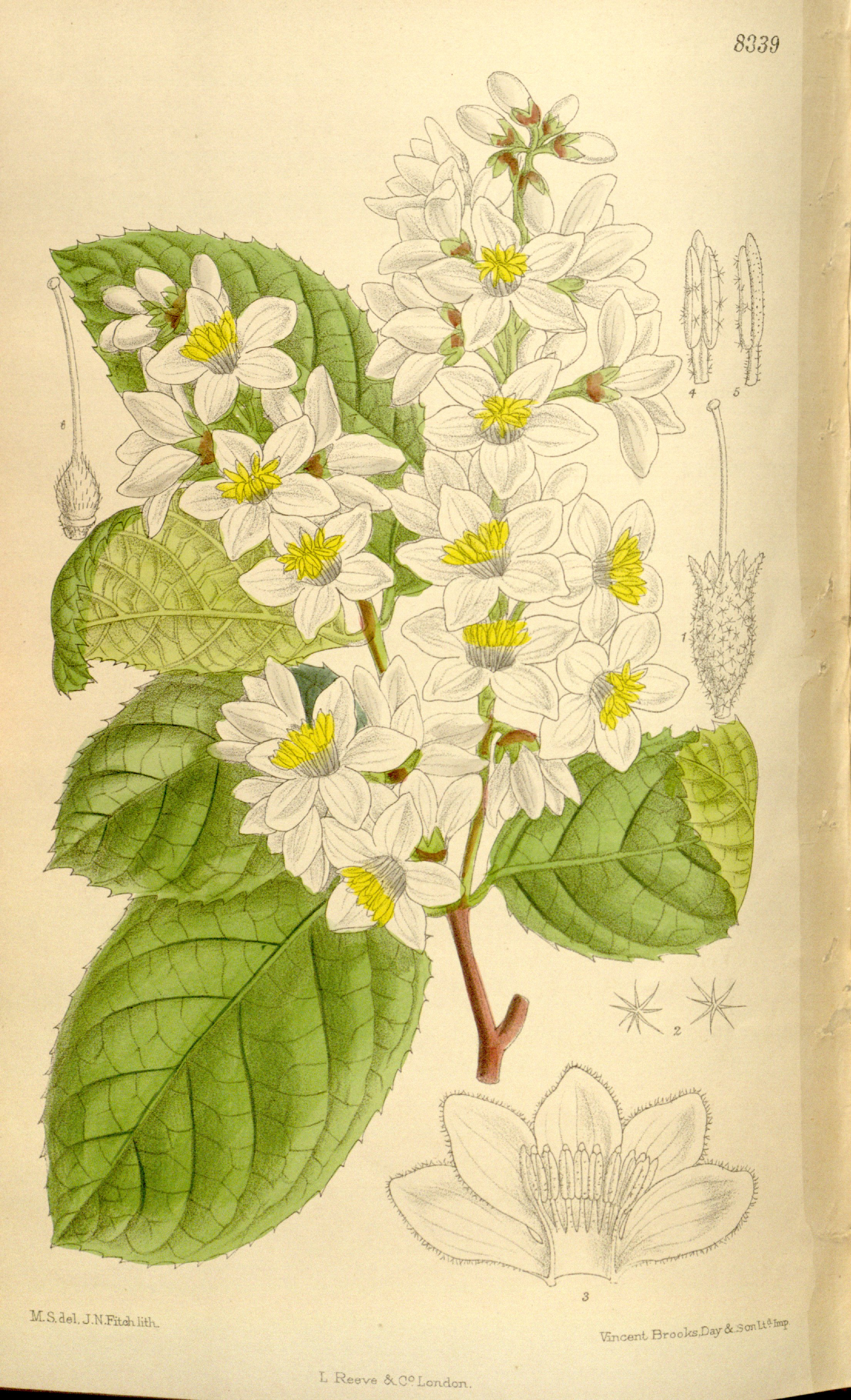
Styrax hemsleyanus

#### Подлесок
Подлесок, как правило, образован летнезелёными кустарниками и низкими деревьями. Вечнозелёные древесные виды примешиваются к листопадным, но на отдельных участках могут преобладать. В ярусе кустарников присутствуют высокие травы, к примеру таволга обыкновенная. В дубовых лесах встречается небольшой бамбук (Fargesia nitida), но ярус леса, до которого дотягивается этот вид, требует уточнения. Одна из особенностей подлеска — высокое разнообразие листопадных представителей семейства лавровых, объединённых в роды линдера и лицея, которые играют важную роль в его формировании. Кроме того, здесь с разным постоянством и обилием встречаются симплокос, лещина, калина, бересклет, нейлия, жимолость, рододендрон и падуб. В одних регионах возрастает численность кизильника, а в других — гортензии. Леспедеца и скумпия тяготеют к солнечным склонам гор. К редким или реликтовым видам относятся: хурма кавказская, декенея Фаргеза, алангиум платанолистный и гамамелис мягкий.

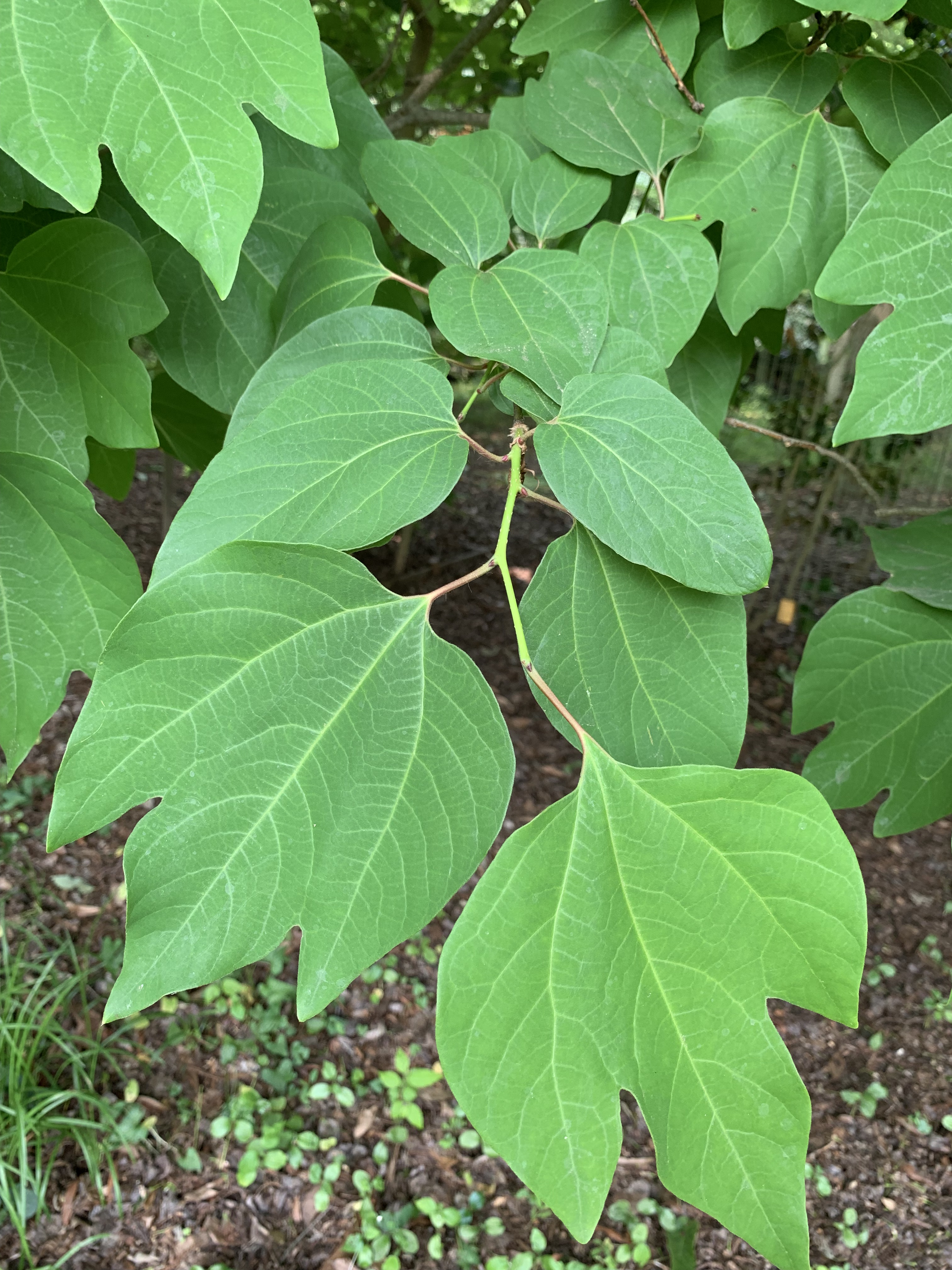
Линдера туполопастная
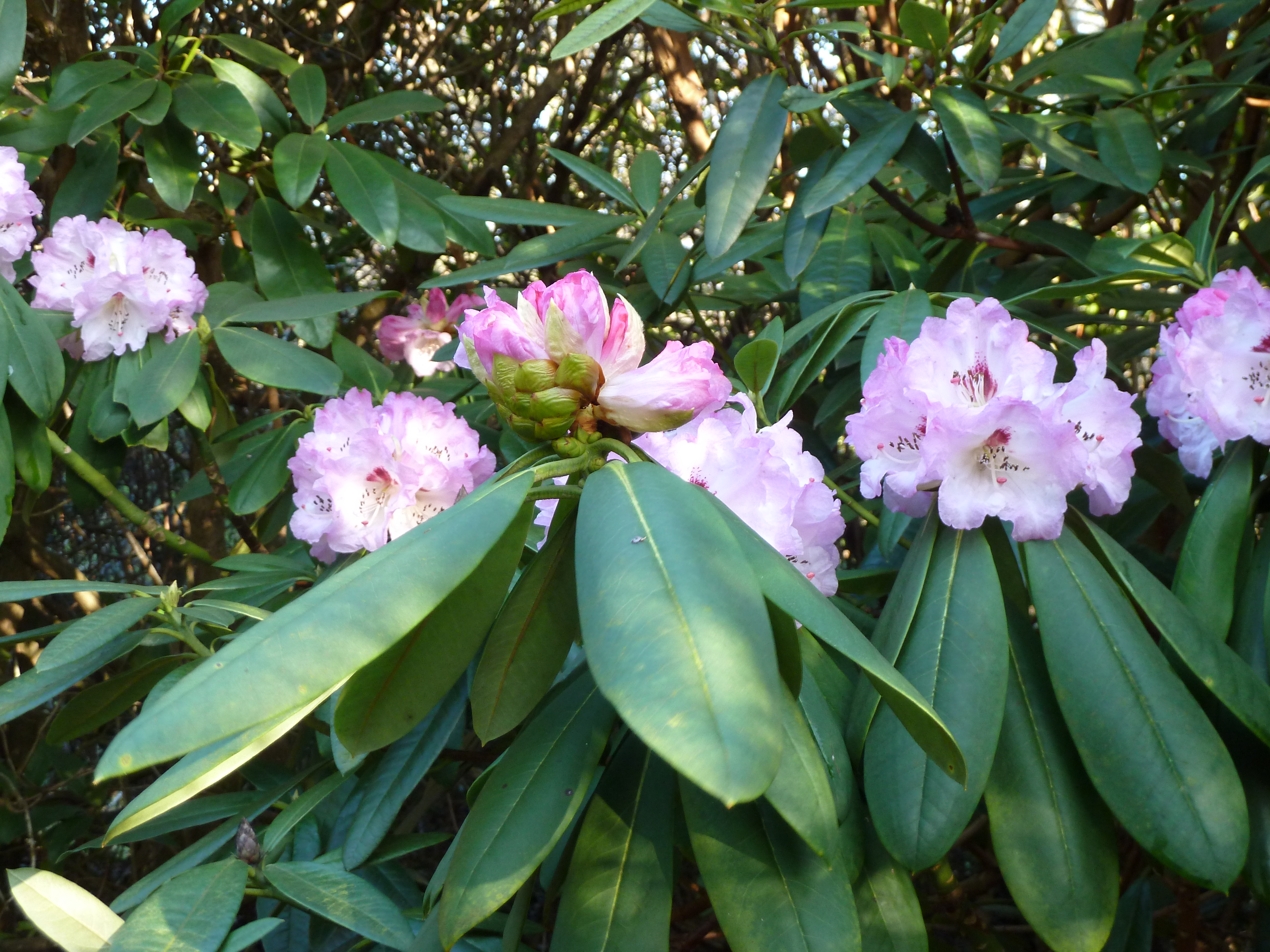
Рододендрон сычуаньский (Rhododendron sutchuenense)
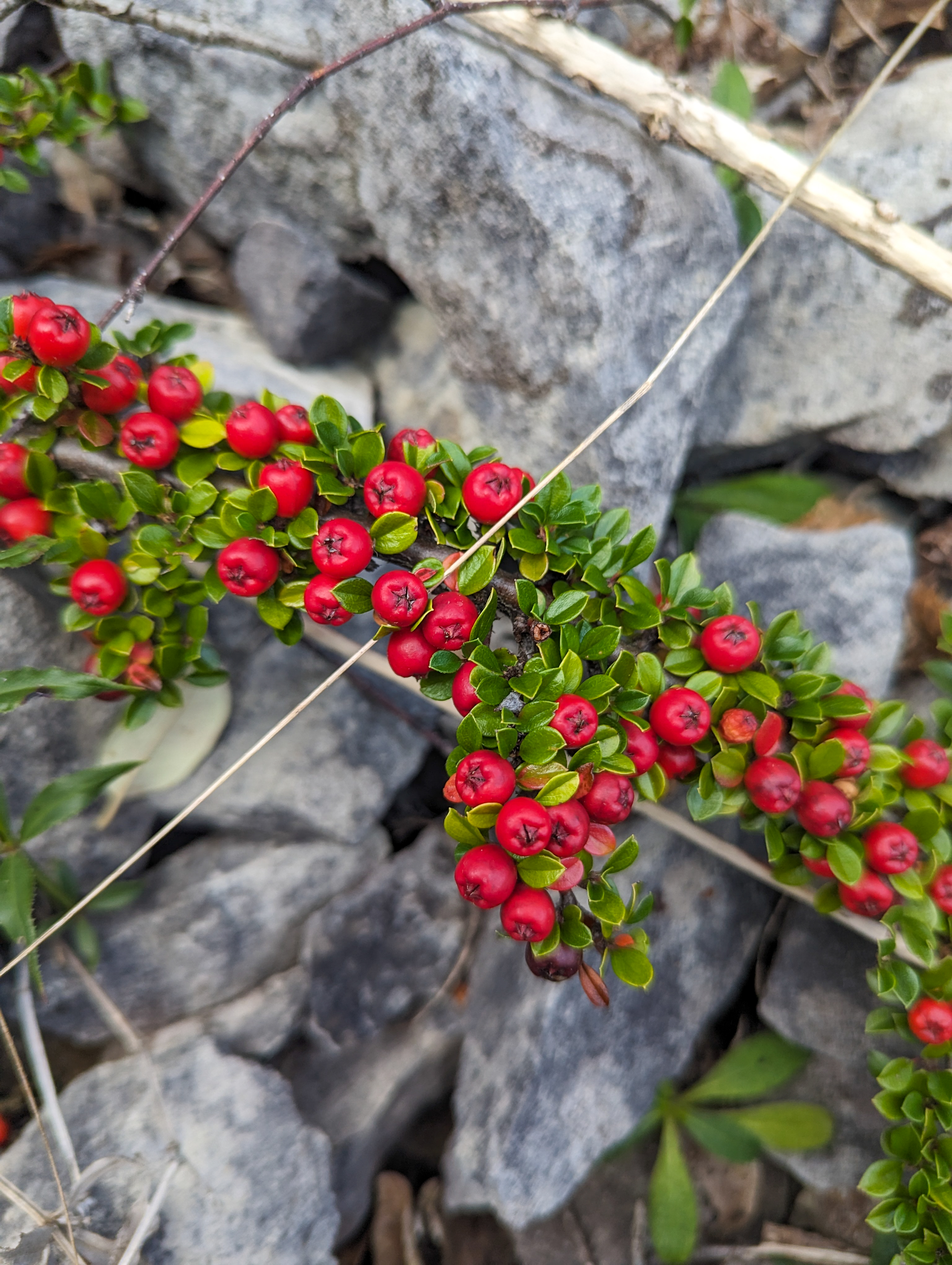
Кизильник горизонтальный

#### Травяной ярус
Высота яруса может превышать 1,5 метра. Нижний ярус лесов состоит из травянистых растений и кое-где бамбука (например в лесах переходных от дуба чуждого к дубу пильчатому распространена Sasamorpha sinica). К типичным растениям травяного покрова относятся: осока, купена, лапчатка, астра, полынь, горошек, диспорум, фиалка и астильба. Местами встречаются горькуша, роджерсия конскокаштанолистная, а также виды хризантемы. Севернее, в Корее, появляется серобородник сибирский. Травяной ярус лесов, находящихся в субтропических регионах, включает остянку курчаволистную, хосту вздутую и лириопе колосистую.
На южных склонах гор обитают мискантус, несколько видов лилии, бубенчик, лук, чернокорень приятный и виды эльсгольции. В долинах рек произрастают влаголюбивые травы: папоротники (страусник), крапива, однопокровница и кислица, иногда кардиокринум гигантский, трициртис (Tricyrtis pilosa) и женьшень японский (Panax japonicus). 

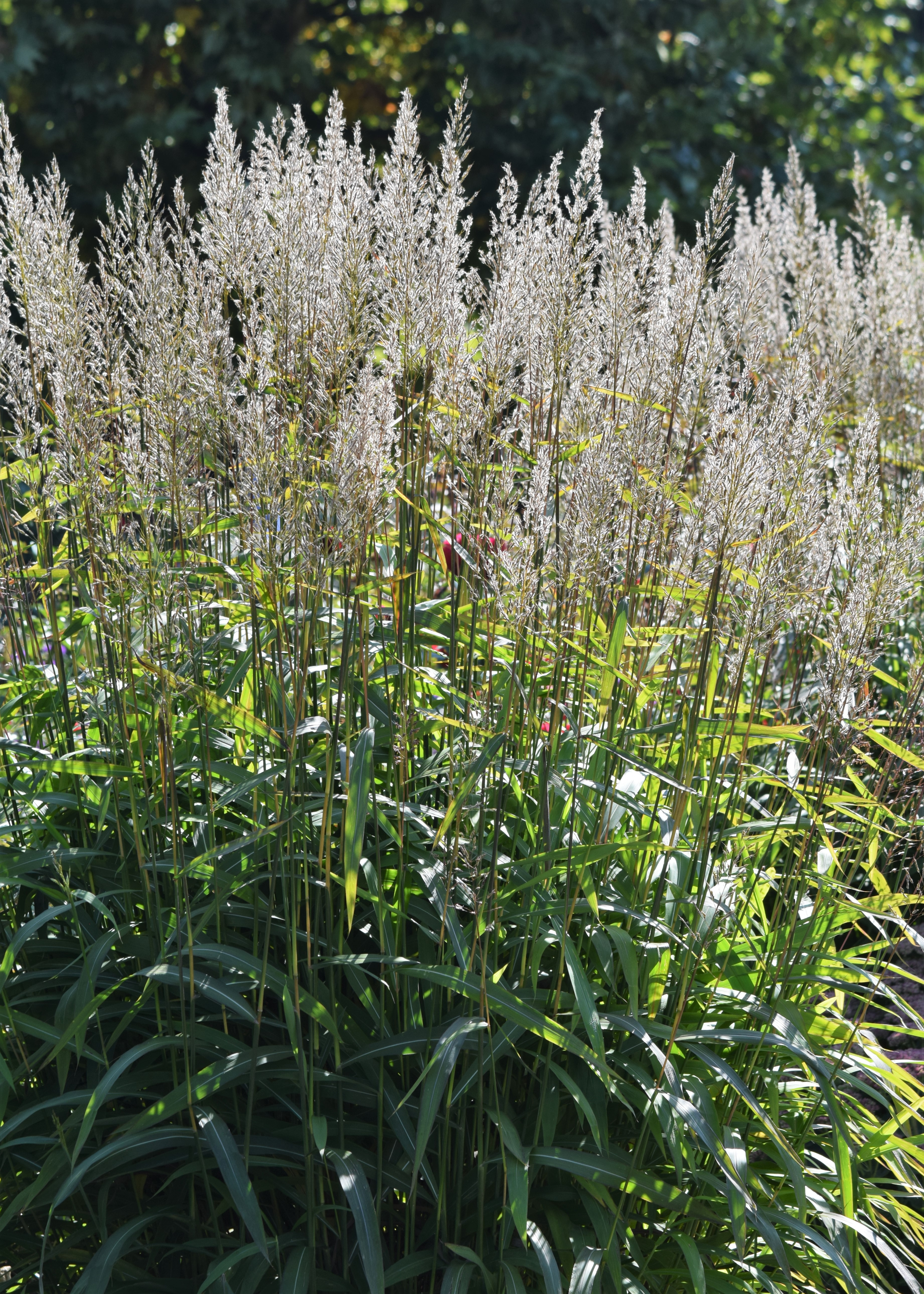
Серобородник сибирский
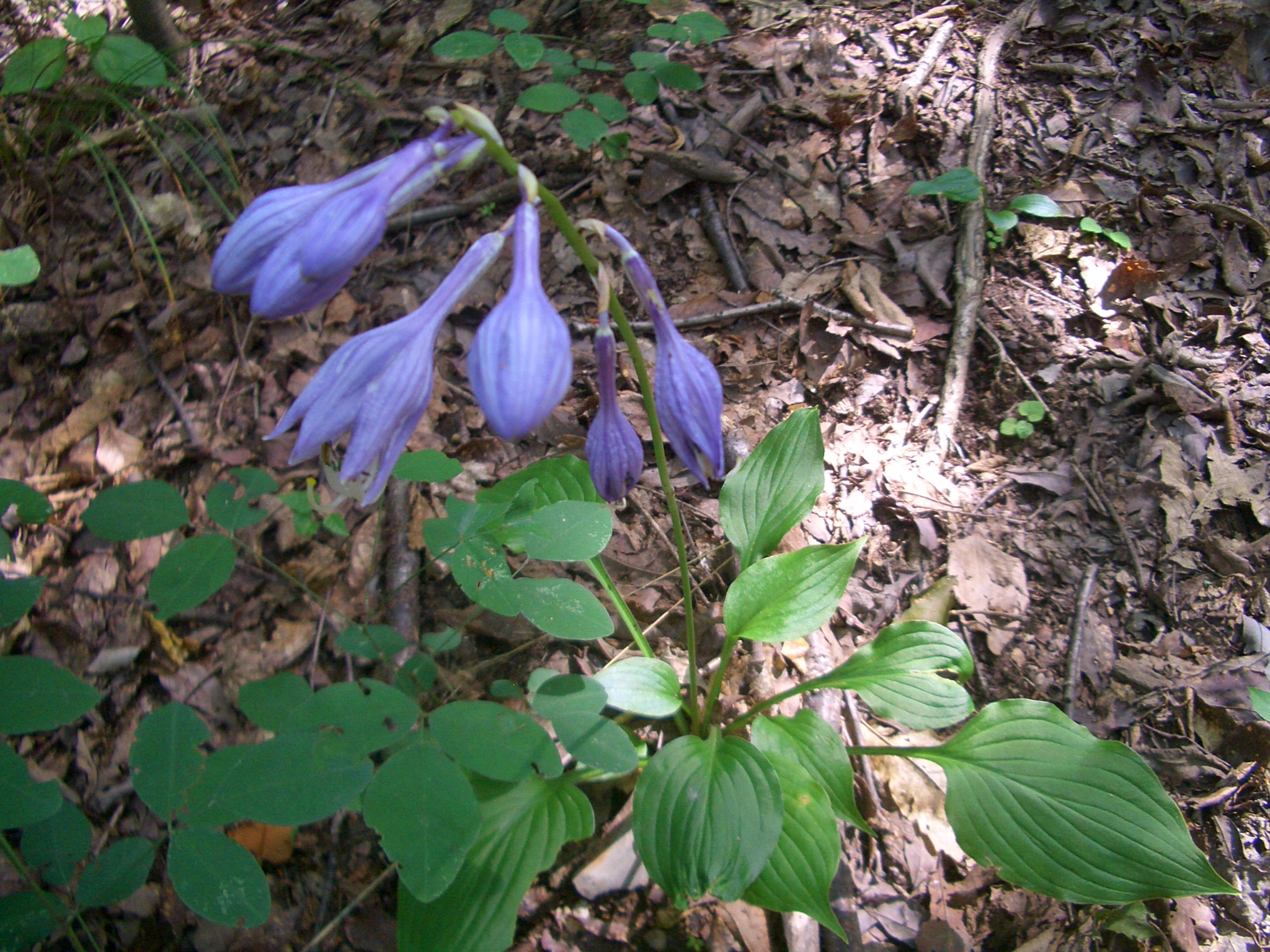
Хоста вздутая в лесу
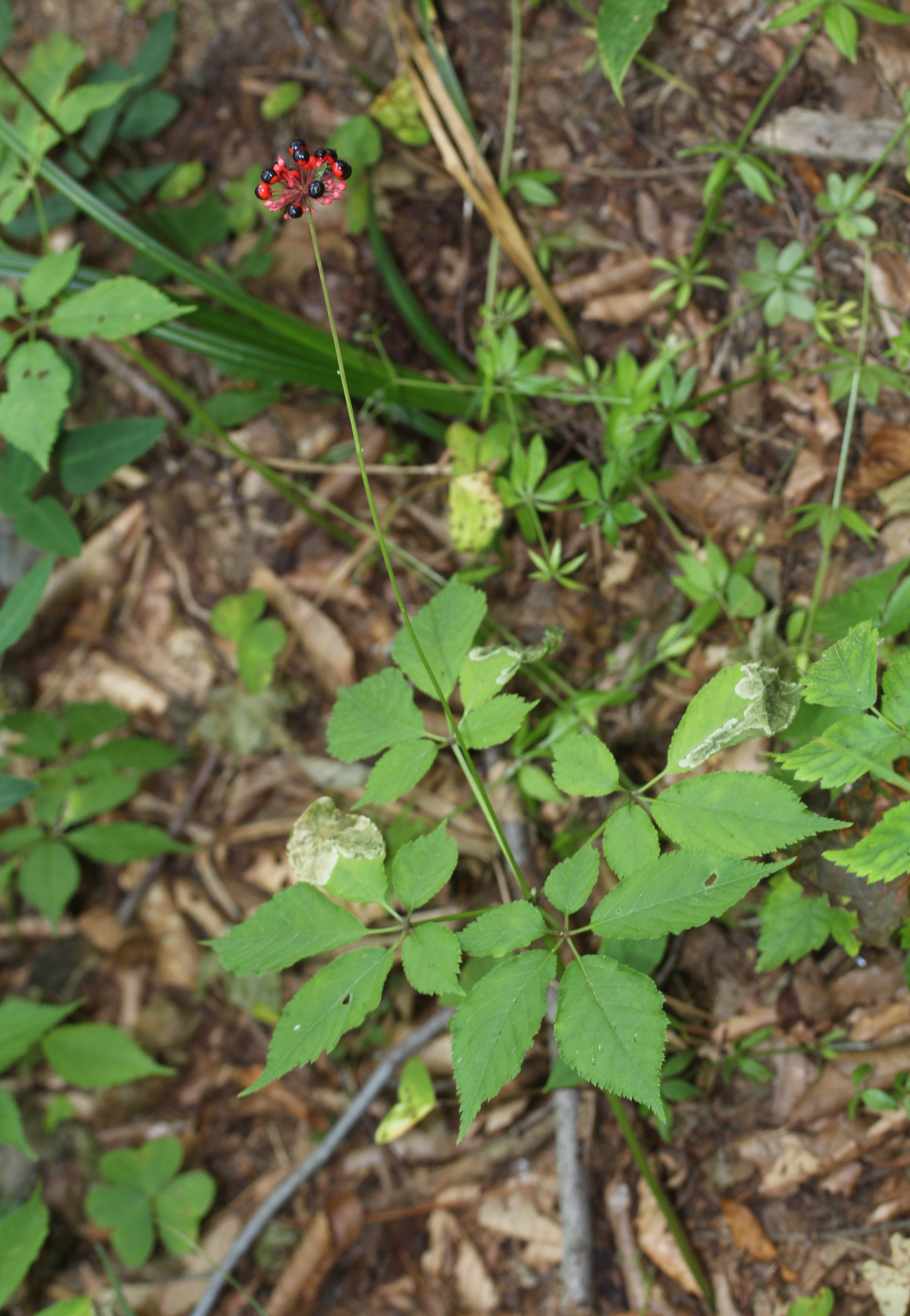
Женьшень японский

#### Лианы и эпифиты

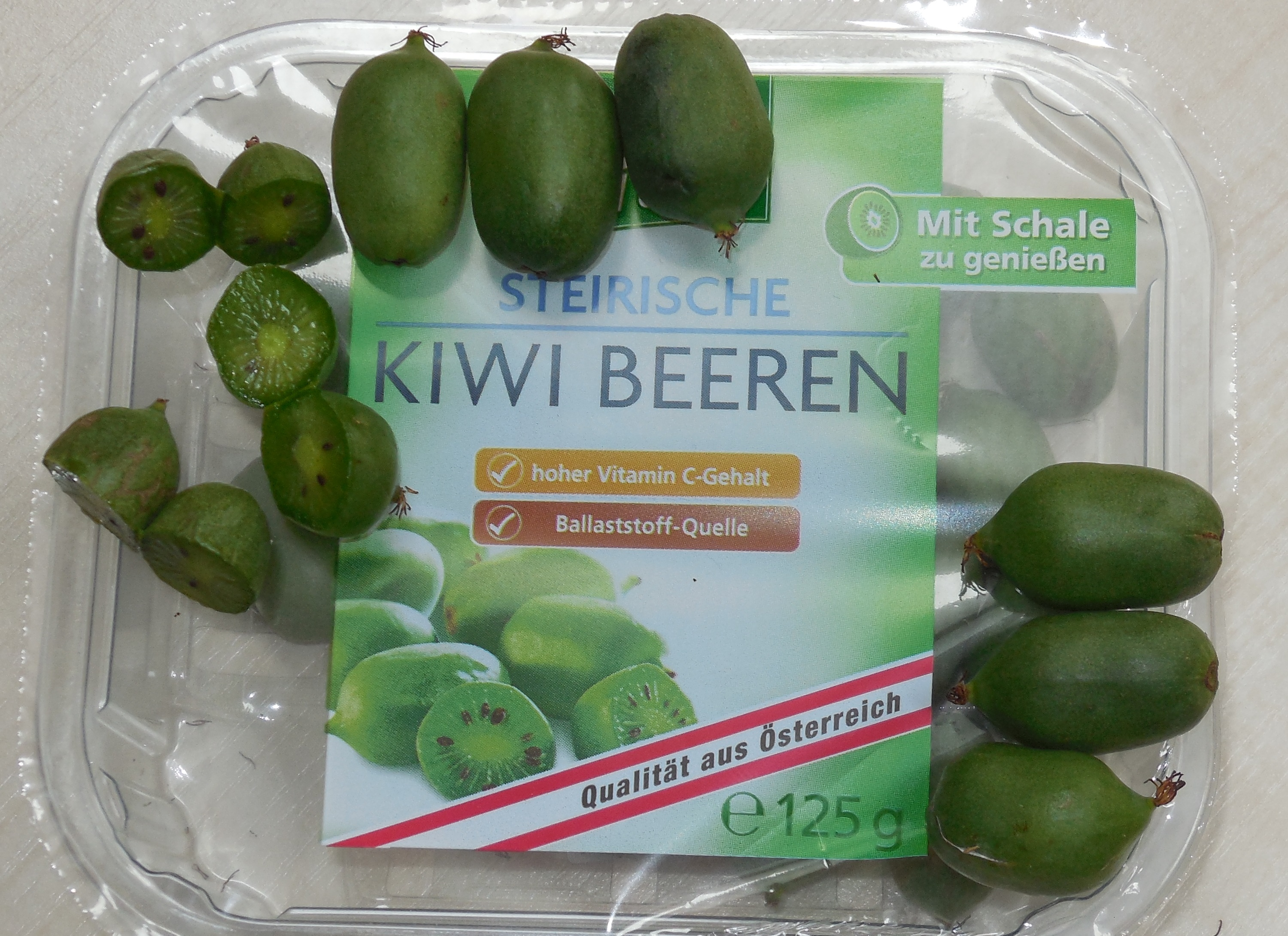
Плоды актинидии острой

Бывают деревянистыми и травянистыми. Большинство из них листопадные. Часть лиан карабкается наверх, обвивая кроны кустарников и стволы деревьев. Другие стелющиеся по земле растения концентрируются в травяном ярусе. Далее приведён список лиан, поднимающихся выше травяного покрова, в их число входят: виды сассапариля, винограда, актинидии и древогубца, а также виноградовник короткоцветоножковый, диоскорея японская и сабия (Sabia campanulata). Следом перечислены лианы, потенциальную внеярусность которых не удалось прояснить: кирказон, акебия (Akebia trifoliata), синофранхетия, клематоклетра, пуэрария дольчатая, виды ломоноса, берхемия (Berchemia sinica) и жимолость каприфолиолистная.
Некоторые вьющиеся растения, а именно: коккулус (Cocculus orbiculatus) и марена сердцелистная — сосредоточены в травяном ярусе.
Эпифитные орхидеи из рода цимбидиум найдены в листопадных дубняках, оказавшихся не в своей зоне субтропических вечнозелёных широколиственных лесов.

## Значение и применение
Экономически ценный вид. Обладая твёрдой и устойчивой к гниению древесиной, нашёл применение в строительстве и мебельном производстве. Древесные отходы могут изпользоваться для получения биомасла.
Плоды богаты крахмалом, содержат танины. После измельчения употребляются в качестве заменителя кофе или дополнительного ингредиента при выпечке хлеба. Горчащие танины выщелачиваются проточной водой.
Декоративное  дерево, использующееся для затенения от солнца. 

## Классификация
Дуб чуждый входит в секцию белых дубов (Quercus) подрода Quercus рода Дуб (Quercus) семейства Буковые (Fagaceae).

### Инфратаксоны
Существует несколько разновидностей дуба чуждого:
- Quercus aliena var. acutiserrata Maxim.
- Quercus aliena var. aliena
- Quercus aliena var. alticupuliformis H.W.Jen & L.M.Wang
- Quercus aliena var. pellucida Blume
- Quercus aliena var. pekingensis Schottky

### Синонимы
В синонимику вида входят следующие названия:
- Quercus aliena f. calvescens Rehder & E.H.Wilson
- Quercus aliena f. licenti Kozlov
- Quercus aliena var. acutidentata Maxim. ex Wenz.
- Quercus aliena var. jeholensis Liou & S.X.Li
- Quercus aliena var. pubipe Rehder
- Quercus aliena var. rubripes Nakai